# 大牟田市立平原小学校
大牟田市立平原小学校（おおむたしりつひらばるしょうがっこう）は、福岡県大牟田市に所在する公立小学校。

## 態様
校区の北側を福岡県道・熊本県道5号大牟田南関線が通るほか、校区のほぼ中央を市道浄真町吉野線が南北に縦断、さらに校区の南側には市道東新町２丁目瓦町線・歴木瓦町線が通るなど、交通量の比較的多い地域に位置する。市道浄真町吉野線は三井化学の工場群などに通じるため、かつては大型車が頻繁に通り非常に危険であったが、現在は当小学校の前後で交通規制が施されているため、大型車は県道大牟田南関線などへ迂回している。校区の北西部に位置する通町界隈は、市の中心部と三池地区とを結ぶ道路沿いに古くから栄えていたが、戦後は平原町や龍湖瀬町などで住宅の開発が進んだ。
近年、校区内の人口は減少しており、高齢化も進んでいる。

## 所在地
- 福岡県大牟田市平原町333番地

## 沿革
- 1948年 - 開校

## 通学区域
- 通（とおり）町1丁目の一部
- 通町2丁目
- 亀甲（かめのこう）町
- 八本（はちほん）町
- 平原（ひらばる）町
- 大字歴木（くぬぎ）の一部
- 龍湖瀬（りゅうごぜ）町
- 瓦（かわら）町
- 亀谷（かめたに）町
- 大浦（おおうら）町
- 稲荷（とうか）町
- 焼石（やけいし）町

なお、「町」は通町のみ「ちょう」、ほかはすべて「まち」と読む。
また、稲荷町と焼石町は三井化学大牟田工場の敷地となっており、定住人口は0人である。

## 著名な卒業生
- 村上隆行（野球解説者・元近鉄バファローズ外野手）

卒業生ではないが、原辰徳現読売ジャイアンツ監督も在籍していたことがある。

## 姉妹校
- 大同市（中国山西省）第十八小学校